# Sergio IJssel
Pour les articles homonymes, voir IJssel (homonymie).
 (octobre 2018).
Si vous disposez d'ouvrages ou d'articles de référence ou si vous connaissez des sites web de qualité traitant du thème abordé ici, merci de compléter l'article en donnant les références utiles à sa vérifiabilité et en les liant à la section « Notes et références ».
 (janvier 2019).
Sergio IJssel, né le 25 avril 1979 à Paramaribo, est un acteur néerlando-surinamien.

## Filmographie

### Cinéma
- 2005 : Leef! (nl) : Kevin
- 2009 : Carmen van het noorden (nl) : Steve[2]
- 2013 : 48 minuten	: John
- 2015 : Bon Bini Holland (nl): Norwin[3]
- 2017 : Tuintje in mijn hart (nl) : Michael
- 2018 : Bon Bini Holland 2 (nl) : Nolte
- 2022 : Bon Bini Holland 3 (nl) : Nolte

### Téléfilms
- 1999 : Blauw blauw (nl) : Jerry
- 2004 : Ernstige delicten (nl)	: Jacco Davis
- 2006 : Shouf Shouf! (nl) : Rôle inconnu
- 2006 : Van Speijk	: Kenneth Graanoogst
- 2006 : Hotnews.nl De Bokor : Kennard
- Depuis 2007 : Flikken Maastricht : Romeo Sanders
- Depuis 2008 : Het Klokhuis (nl) : Timo
- 2016 : Welkom in de jaren 60 (nl) : Jimi Hendrix